# 1878 en Bretagne
 Chronologie de la Bretagne
- 1874
- 1875
- 1876
- 1877
- 1878
- 1879
- 1880
- 1881
- 1882

Cette page recense des événements qui se sont produits durant l'année 1878 en Bretagne.

## Culture
- Les Faïences de Quimper produisent leur première assiette à « sujet breton » sous l'impulsion de Alfred Beau[1].

## Sources